# Rewa River (Fiji)
Rewa River är ett vattendrag i Fiji.   Det ligger i divisionen Centrala divisionen, i den östra delen av landet, 10 km öster om huvudstaden Suva. Rewa River ligger på ön Viti Levu.